# Bahnhof Venezia Santa Lucia

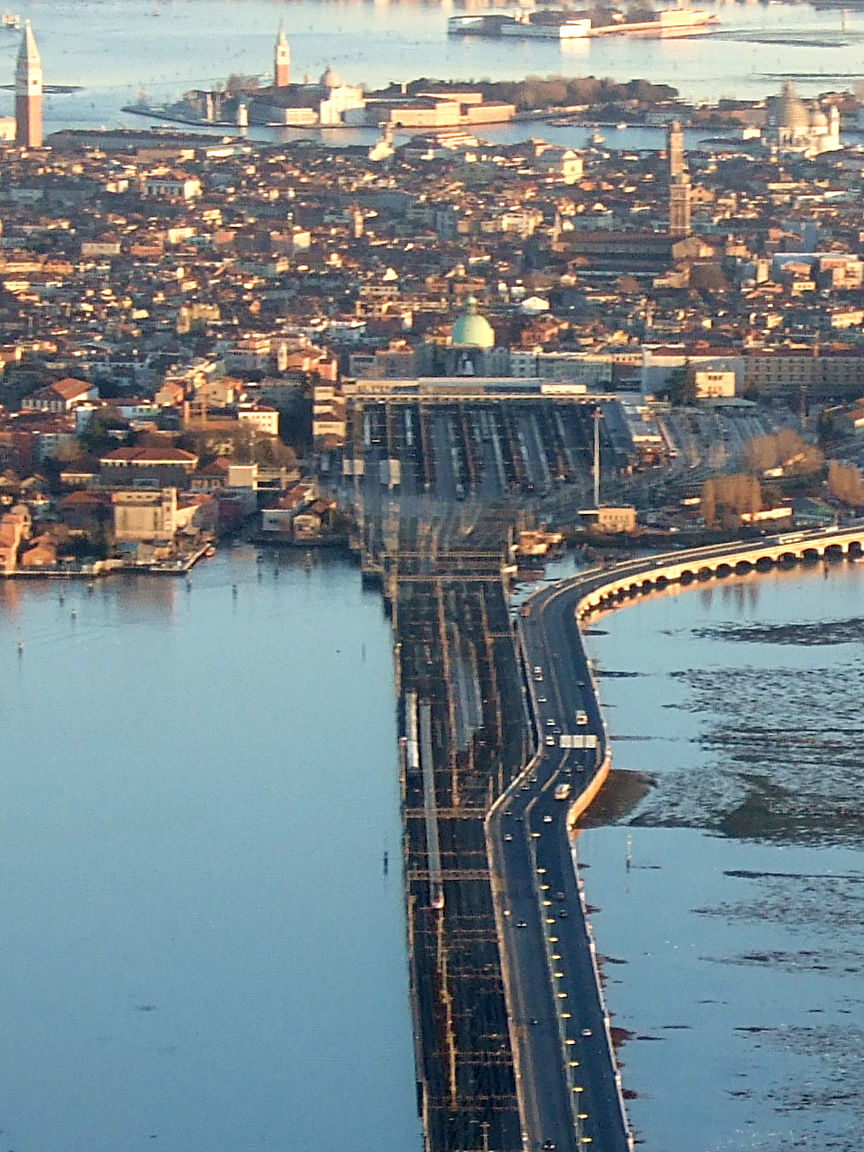
Blick auf den Damm und den Bahnhof von Nordwesten

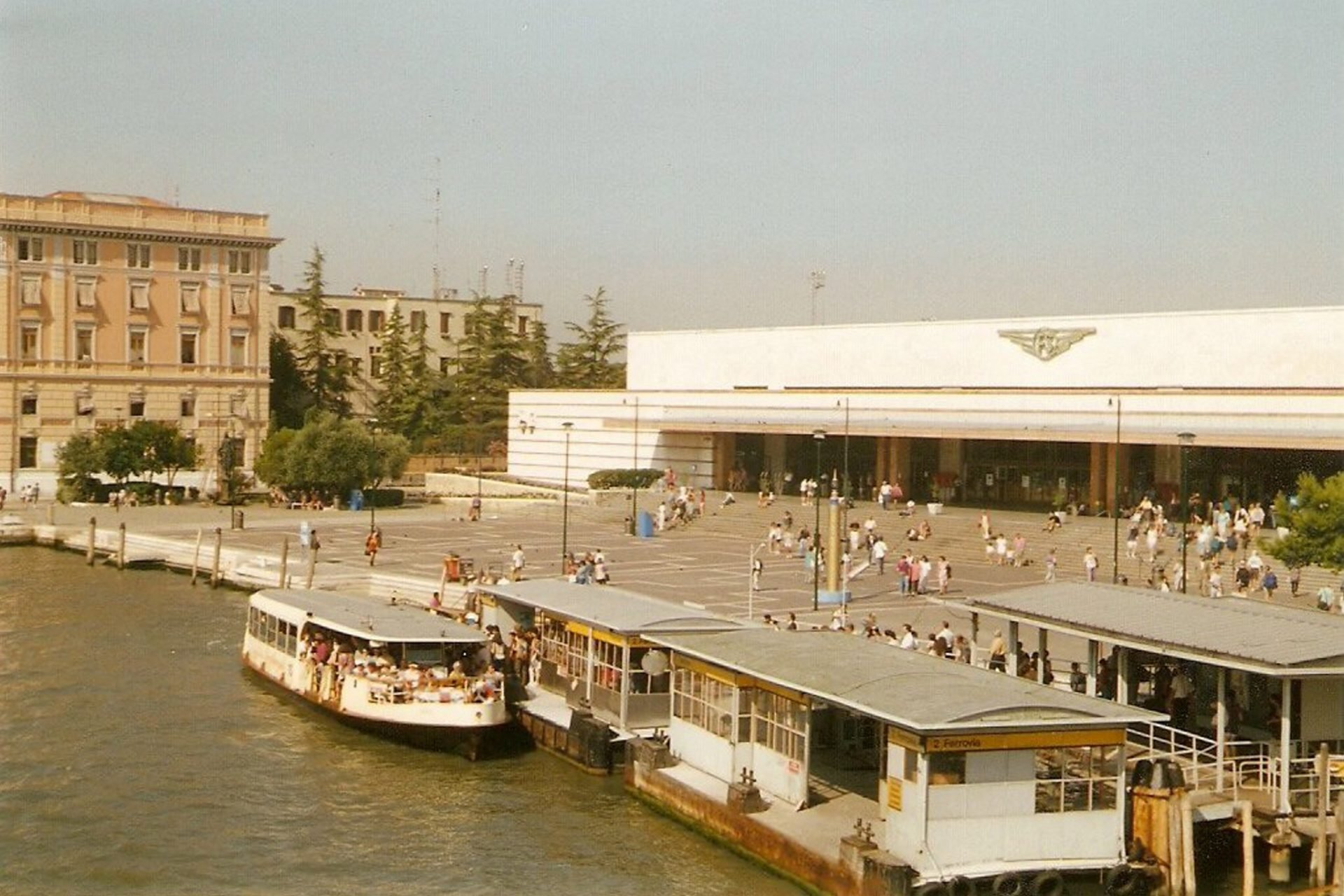
Das Empfangsgebäude (rechts), gesehen von der Ponte degli Scalzi

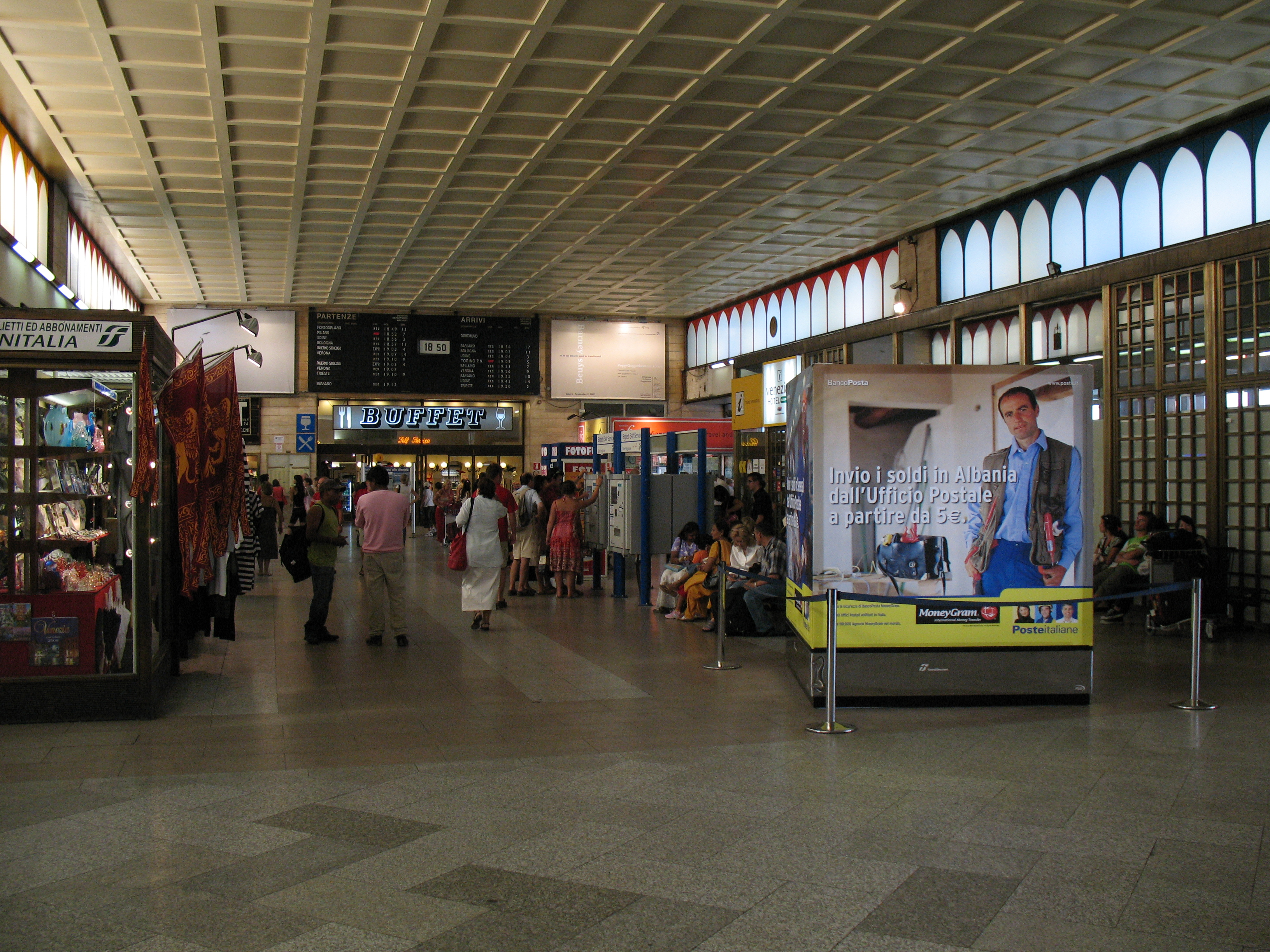
Innenansicht der Halle

Der Bahnhof Venezia Santa Lucia (italienisch Stazione di Venezia Santa Lucia) ist der Hauptbahnhof von Venedig. Er ist ein Kopfbahnhof und der einzige Bahnhof der Altstadt von Venedig. Er liegt auf der Insel San Geremia im Sestiere Cannaregio.
Seinen Namen hat er von der Santa-Lucia-Kirche, die ursprünglich an diesem Ort stand und für den Bau des Bahnhofs 1861 abgerissen wurde. Ein Gedenkstein auf der Mitte des Platzes erinnert an die ehemalige Kirche.

## Geschichte
Das jetzige Erscheinungsbild des Bahnhofs ist das Ergebnis einer Reihe von Entwürfen, die seit 1924 durch den Architekten Angiolo Mazzoni sowie durch einen Wettbewerb von 1934 entstanden sind. Gewinner des Wettbewerbs war Virgilio Vallot (1901–1982). Beide Architekten arbeiteten bei der Ausführung des Bahnhofs, vor allem des Empfangsgebäudes und der Halle, in den Jahren 1936 bis 1943 eng zusammen. Der Bau wurde nach Kriegsende unter der Leitung des Architekten Paolo Perilli weitergeführt und 1952 fertiggestellt.
Bahnverkehr gab es bereits seit dem 11. Januar 1846, seit der Eröffnung der Eisenbahnbrücke Venedig, zunächst ohne Bahnhofsgebäude; die Züge endeten an der Sacca Santa Lucia neben der gleichnamigen Kirche Santa Lucia. Bemühungen um den Bau eines Bahnhofsgebäudes wurden durch die Aufstände im Zusammenhang mit der Revolution von 1848 verzögert. Mit dem Bau wurde 1860 begonnen, dafür wurden die Kirche Santa Lucia und das dazugehörige Kloster sowie eine ganze Reihe weiterer Gebäude abgerissen. Der erste Bahnhof Venezia Santa Lucia wurde 1863 fertiggestellt.
Betreiber des Bahnhofs ist seit 1998 das Unternehmen GrandiStazioni, eine 60 %-Tochter der italienischen Staatsbahnen Ferrovie dello Stato Italiane, die die 14 bedeutendsten Bahnhöfe Italiens unter sich hat. In den Jahren 2009 und 2010 wurde der Bahnhof einer großangelegten baulichen Erneuerung unterzogen, zur Optimierung der Verkehrsflüsse für Passagiere und sonstige Nutzer des Bahnhofs, aber auch zur Verbesserung der öffentlichen Sicherheit und um mehr Einzelhandelsgeschäfte und gastronomische Einrichtungen unterzubringen.

## Verkehrsanbindung

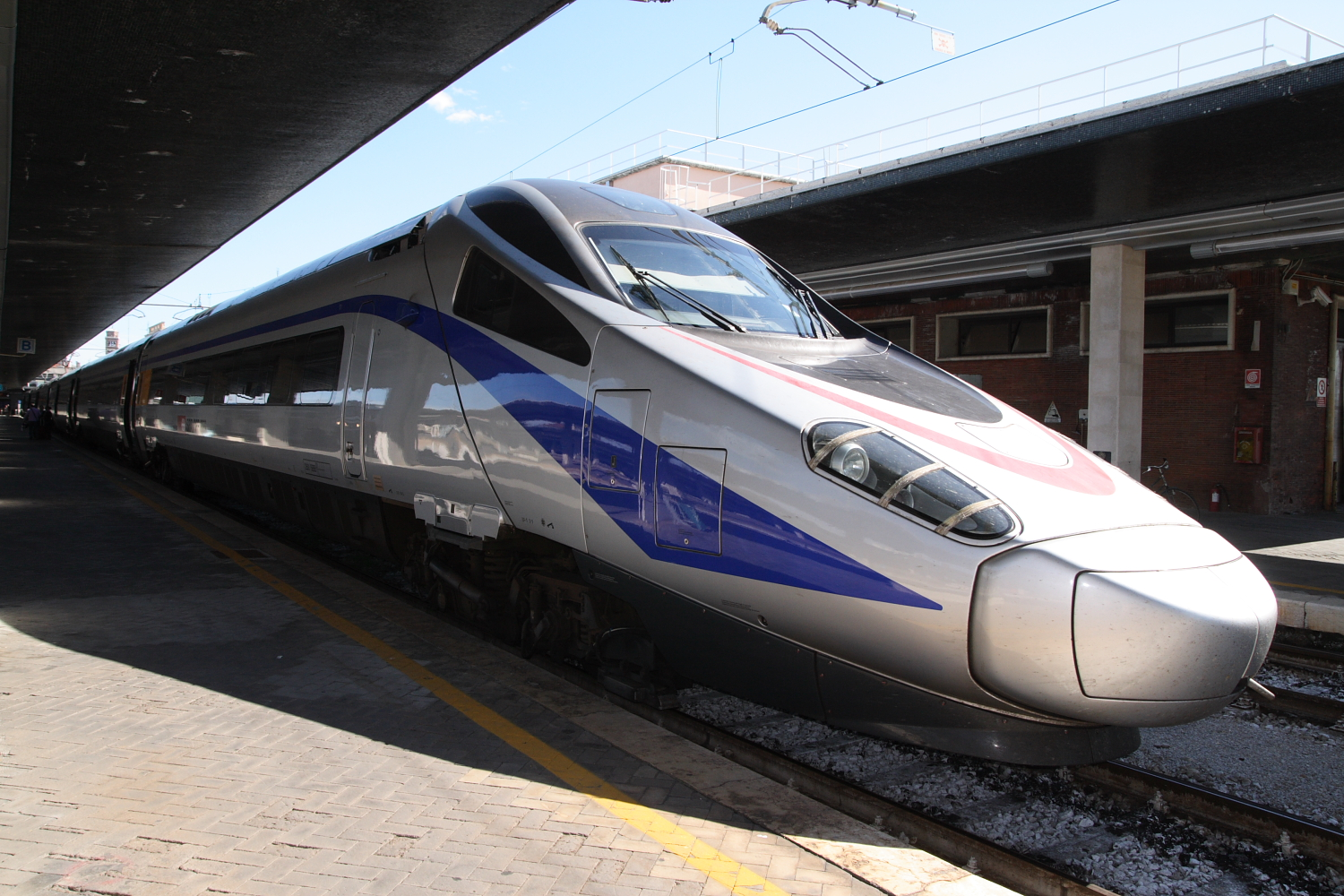
Triebzug ETR 610 in Venedig Santa Lucia

Über die Ponte Vecchio ist der Bahnhof mit dem Knotenbahnhof Venezia Mestre auf dem Festland verbunden und damit auch mit dem restlichen FS-Netz.
Im Rahmen der TEN-Achse Nr. 6 (Lyon–Mailand–Venedig–Triest–Budapest) bzw. des PAN-Korridors Nr. 5 (Venedig–Maribor–Budapest–Kiew) soll Venedig auch an die geplanten Hochgeschwindigkeitsstrecken Verona–Venedig und Venedig–Triest angebunden werden.

### Nahverkehr
Täglich in der Zeit zwischen 5 Uhr morgens und 1 Uhr nachts, sonntags erst ab 6 Uhr morgens, fahren Nahverkehrszüge der FS-Tochter Trenitalia am Inselbahnhof Santa Lucia in verschiedene Richtungen ab. Hier wird mittlerweile ebenfalls unterschieden zwischen RV für Regionale Veloce (Regionalexpress) und R für Regionale (Regionalbahn). Von Ausflügen in Venedig an die Urlaubsorte der nordöstlichen Adriaküste Lignano, Bibione, Caorle und Jesolo gelangen Fahrgäste meist im Stundentakt.  
| Zuggattung Linie | Strecke | Fahrzeugmaterial | Taktfrequenz | Betreiber  |
| ---------------- | --- | ---------------- | ------------ | ---------- |
| R                | Venedig Santa Lucia – Venedig Porto Marghera – Venedig Mestre – Venedig Mestre Ospedale – Mogliano Veneto – Preganziol – San Trovaso – Treviso – Lancenigo – Spresiano – Susegnana – Conegliano – Pianzano – Orsago – Sacile – Fontanafredda – Pordenone – Cusano – Casarsa – Codroipo – Basiliano – Udine – Buttrio – Manzano – San Giovanni al Natisone – Cormons – Görz – Sagrado – Ronchi dei Legionari Nord – Monfalcone – Sistiana-Visogliano – Bivio d'Aurisina – Miramare – Triest |                  |              | Trenitalia |
| R                | Venedig Santa Lucia – Venedig Porto Marghera – Venedig Mestre – Venedig Mestre Ospedale – Mogliano Veneto – Preganziol – San Trovaso – Treviso – Conegliano – Soffratta – Vittorio Veneto – San Croce del Lago – Stazione per l'Alpago – Ponte Nelle Alpi-Polpet – Belluno |                  |              | Trenitalia |
| R                | Venedig Santa Lucia – Venedig Porto Marghera – Venedig Mestre – Venedig Carpenedo – Gaggio Porta Ost – Quarto d'Altino – Meolo – Fossalta di Piave – San Donà di Piave-Jesolo – Ceggia – San Stino di Livenza – Lison – Portogruaro-Caorle |                  |              | Trenitalia |
| R                | Venedig Santa Lucia – Venedig Porto Marghera – Venedig Mestre – Spinea – Maerne di Montellago – Salzano-Robegano – Noale-Scorze ( – Trebaseleghe ) – Piambino Dese ( – Resana ) – Castelfranco Veneto – Castello di Godego ( – Cassola ) – Bassano del Grappa |                  |              | Trenitalia |
| R                | Venedig Santa Lucia – Venedig Porto Marghera – Venedig Mestre – Mira-Mirano – Dolo – Vigonza-Pianiga – Busa di Vigonza – Padua – Mestrino – Grisignano di Zocco – Lerino – Vicenza – Altavilla-Tavernelle – Montebello – Lonigo – San Bonifacio – Caldiero – San Martino Buonalbergo – Verona Porta Vescovo – Verona – Castelnuovo del Garda – Peschiera del Garda – Desenzano del Garda-Sirmione – Lonato – Ponte San Marco-Calcinato – Brescia                                           |                  |              | Trenitalia |
| R                | Venedig Santa Lucia – Venedig Porto Marghera – Venedig Mestre – Mira-Mirano – Dolo – Vigonza-Planiga – Busa di Vigonza – Padua – Abano Therme – Therme Euganee-Abano-Montegrotto – Battaglia Therme – Monselice – San Elena-Este – Stanghella – Rovigo – Arqua – Polesella – Canaro – Occhiobello – Pontelagoscura – Ferrara |                  |              | Trenitalia |
| RV               | Venedig Santa Lucia – Venedig Mestre – Padua – Therme Euganee-Abano-Montegrotto – Monselice – Rovigo – Ferrara – San Pietro in Casale – Bologna |                  |              | Trenitalia |
| RV               | Venedig Santa Lucia – Venedig Mestre – Padua – Vicenza – San Bonifacio – Verona Porta Vescovo – Verona |                  |              | Trenitalia |
| RV               | Venedig Santa Lucia – Venedig Mestre – Quarto d'Altino – San Donà di Piave-Jesolo – San Stino di Livenza – Portogruaro-Caorle – Latisana-Lignano-Bibione – San Giorgio di Nogaro – Cervignano-Aquileia-Grado – Flughafen Triest – Monfalcone – Triest |                  |              | Trenitalia |
| RV               | Venedig Santa Lucia – Venedig Mestre – Mogliano Veneto ( – Preganziol ) – Treviso ( – Spresiano ) – Conegliano – Sacile – Pordenone – Casarsa – Codroipo – Udine – Cormons – Görz – Sagrado – Monfalcone – Triest |                  |              | Trenitalia |

### Fernverkehr
Vom Kopfbahnhof Venedig Santa Lucia fahren täglich zwischen 5 Uhr und 20 Uhr Züge im Fernverkehr von der Trenitalia, Kooperationen der österreichischen Bundesbahnen mit der Deutschen Bahn und von Trenitalia mit den Schweizerischen Bundesbahnen. Seit April 2012 wird er auch von der Trenitalia-Konkurrenz Nuovo Trasporto Viaggiatori mit deren Hochgeschwindigkeitszügen Italo bedient, welche ihre Relation Venezia Santa Lucia–Roma Ostiense auch in Venedig anhalten lässt. Die NTV veröffentlicht ihre Fahrten nicht in den Reiseinformationssystemen anderer Bahnen.
| Zuggattung Linie | Strecke | Strecke | Fahrzeugmaterial                                | Taktfrequenz                                   | Betreiber       |
| ---------------- | --- | --- | ----------------------------------------------- | ---------------------------------------------- | --------------- |
| FR               | Venedig Santa Lucia – Venedig Mestre – Padua – Ferrara / Rovigo – Bologna – Florenz – Rom Tiburtina – Rom Termini | – Fiumicino Flughafen | Frecciarossa                                    | Stundentakt mit 1 Taktlücke                    | Trenitalia      |
| FR               | Venedig Santa Lucia – Venedig Mestre – Padua – Ferrara / Rovigo – Bologna – Florenz – Rom Tiburtina – Rom Termini | ( – Neapel Afragola) – Neapel | Frecciarossa                                    | Stundentakt mit 1 Taktlücke                    | Trenitalia      |
| FR               | Venedig Santa Lucia – Venedig Mestre – Padua – Ferrara / Rovigo – Bologna – Florenz – Rom Tiburtina – Rom Termini | – Neapel – Salerno | Frecciarossa                                    | Stundentakt mit 1 Taktlücke                    | Trenitalia      |
| FR               | Venedig Santa Lucia – Venedig Mestre – Padua – Ferrara / Rovigo – Bologna – Florenz – Rom Tiburtina – Rom Termini | – Neapel Afragola – Salerno – Paola – Lamezia Therme – Vibo Valentia Pizzo – Rosarno – Villa San Giovanni – Reggio di Calabria | Frecciarossa                                    | Stundentakt mit 1 Taktlücke                    | Trenitalia      |
| FR               | Venedig Santa Lucia – Venedig Mestre – Padua – Vicenza – Verona – Peschiera del Garda / Desenzano del Garda/Sirmione – Brescia – Mailand | – Mailand Porta Garibaldi – Rho-Fiera Milano – Turin Porta Susa – Turin Porta Nuova | Frecciarossa                                    | Stundentakt mit 3 Taktlücken                   | Trenitalia      |
| FR               | Venedig Santa Lucia – Venedig Mestre – Padua – Vicenza – Verona – Peschiera del Garda / Desenzano del Garda/Sirmione – Brescia – Mailand | – Mailand Rogoredo – Pavia – Genua Piazza Principe – Genua Brignole | Frecciarossa                                    | Stundentakt mit 3 Taktlücken                   | Trenitalia      |
| FR               | Venedig Santa Lucia – Venedig Mestre – Padua – Rovigo – Ferrara – Bologna – Rimini – Pesaro – Ancona – Pescara – Termoli – Foggia – Barletta – Bari – Brindisi – Lecce | Venedig Santa Lucia – Venedig Mestre – Padua – Rovigo – Ferrara – Bologna – Rimini – Pesaro – Ancona – Pescara – Termoli – Foggia – Barletta – Bari – Brindisi – Lecce | Frecciarossa                                    | zwei Zugpaare                                  | Trenitalia      |
| .italo           | Venedig Santa Lucia – Venedig Mestre – Padua – Rovigo / Ferrara – Bologna – Florenz – Rom Tiburtina – Rom Termini (( – Neapel Afragola / – Aversa ) – Neapel – Salerno ) | Venedig Santa Lucia – Venedig Mestre – Padua – Rovigo / Ferrara – Bologna – Florenz – Rom Tiburtina – Rom Termini (( – Neapel Afragola / – Aversa ) – Neapel – Salerno ) | NTV ETR 675, Alstom ETR 575                     | 9 Zugpaare                                     | NTV             |
| .italo           | Venedig Santa Lucia – Venedig Mestre – Padua – Vicenza – Verona – Peschiera del Garda / Desenzano del Garda/Sirmione – Brescia – Mailand | Venedig Santa Lucia – Venedig Mestre – Padua – Vicenza – Verona – Peschiera del Garda / Desenzano del Garda/Sirmione – Brescia – Mailand | NTV ETR 675, Alstom ETR 575                     | 5 - 6 Zugpaare                                 | NTV             |
| EC/RJ 89         | Venedig Santa Lucia – Venedig Mestre – Padua – Vicenza – Verona – Rovereto – Trient – Bozen – Brixen – Brenner – Innsbruck – Jenbach – Wörgl – Kufstein – Rosenheim – München Ost – München | Venedig Santa Lucia – Venedig Mestre – Padua – Vicenza – Verona – Rovereto – Trient – Bozen – Brixen – Brenner – Innsbruck – Jenbach – Wörgl – Kufstein – Rosenheim – München Ost – München | ÖBB 1216 + Eurofima-Wagen zukünftig ÖBB-Railjet | ein Zugpaar / zwei Zugpaare (saisonal Sa./So.) | DB, ÖBB         |
| EC               | Venedig Santa Lucia – Venedig Mestre – Padua – Vicenza – Verona – Peschiera del Garda – Brescia – Mailand – | Como – Chiasso – Lugano – Bellinzona – Arth-Goldau – Zug – Zürich | SBB RABe 501                                    | ein Zugpaar                                    | SBB, Trenitalia |
| EC               | Venedig Santa Lucia – Venedig Mestre – Padua – Vicenza – Verona – Peschiera del Garda – Brescia – Mailand – | Gallarate – Domodossola – Brig – (Visp – Siders – ) Sitten – (Martigny – Saint-Maurice – Aigle – ) Montreux – (Vevey – ) Lausanne – (Morges – Nyon – ) Genf ( – Genf Flughafen) | Alstom ETR 610                                  | ein Zugpaar (Mo.–Do.) / (Fr./Sa.)              | SBB, Trenitalia |
| RJ               | Venedig Santa Lucia – Venedig Mestre – Treviso – Conegliano – Pordenone – Udine – Tarvis Boscoverde – Villach – ( Velden – Pörtschach – ) Klagenfurt – St. Veit/Glan – Friesach / Treibach-Althofen – Unzmarkt – Judenburg – Knittelfeld – Leoben – Bruck/Mur – Wiener Neustadt – Wien Meidling – Wien | Venedig Santa Lucia – Venedig Mestre – Treviso – Conegliano – Pordenone – Udine – Tarvis Boscoverde – Villach – ( Velden – Pörtschach – ) Klagenfurt – St. Veit/Glan – Friesach / Treibach-Althofen – Unzmarkt – Judenburg – Knittelfeld – Leoben – Bruck/Mur – Wiener Neustadt – Wien Meidling – Wien | Railjet                                         | zwei Zugpaare                                  | ÖBB             |

### Nachtverkehr
Im Nachtverkehr gelangt man von Venedig mit ÖBB-Zügen entweder bis nach Wien oder seit Fahrplanjahr 2023 auch bis Stuttgart statt davor nur bis nach München Hauptbahnhof. Die italienischen Staatsbahnen bieten ein Nachtzugpaar zwischen Rom und Trieste über Venedig SL an.
| Zuggattung Zugnummer | Strecke | Strecke | Fahrzeugmaterial | Taktfrequenz | Betreiber  |
| -------------------- | --- | --- | ---------------- | ------------ | ---------- |
| NJ 236/237           | Venedig Santa Lucia – Venedig Mestre – Treviso – Conegliano – Pordenone – Udine – Tarvis Boscoverde – Villach – Bischofshofen – Salzburg – | Rosenheim – München Ost – Augsburg – Ulm – Göppingen – Stuttgart | ÖBB Nightjet     | ein Zugpaar  | ÖBB        |
| NJ 40236/40466       | Venedig Santa Lucia – Venedig Mestre – Treviso – Conegliano – Pordenone – Udine – Tarvis Boscoverde – Villach – Bischofshofen – Salzburg – | Attnang-Puchheim – Wels – Linz – Amstetten – St. Pölten – Wien Meidling – Wien | ÖBB Nightjet     | ein Zugpaar  | ÖBB        |
| ICN 774/868          | Rom Termini – ( Chiusi-Chianciano Therme – Terentola-Cortana – Arezzo – / Florenz Campo di Marte – ) Bologna – Ferrara – Rovigo – Monselice – Therme Euganee-Abano-Montegrotto – Padua – Venedig Mestre – Venedig Santa Lucia – Treviso – Conegliano – Sacile – Pordenone – Casarsa – Codroipo – Udine – Gorizia – Monfalcone – Trieste | Rom Termini – ( Chiusi-Chianciano Therme – Terentola-Cortana – Arezzo – / Florenz Campo di Marte – ) Bologna – Ferrara – Rovigo – Monselice – Therme Euganee-Abano-Montegrotto – Padua – Venedig Mestre – Venedig Santa Lucia – Treviso – Conegliano – Sacile – Pordenone – Casarsa – Codroipo – Udine – Gorizia – Monfalcone – Trieste |                  | ein Zugpaar  | Trenitalia |

### Lokaler Verkehr
Acht Linien der Vaporetto-Wasserbussystems der ACTV bedienen über die Haltestelle Ferrovia den Bahnhof:
| Linie | Linienweg                                                                                            |
| ----- | --- |
| 1     | Piazzale Roma – Ferrovia – Rialto – San Marco – Lido                                                 |
| 2     | San Zaccaria – Giudecca – Tronchetto – P.le Roma – Ferrovia – Rialto – San Marco (– Lido)            |
| 3     | Murano – Ferrovia – P.le Roma                                                                        |
| 4.1   | Murano – F.te Nove – Ferrovia – P.le Roma – Giudecca – San Zaccaria – F.te Nove – Murano             |
| 4.2   | Murano – F.te Nove – San Zaccaria – Giudecca – P.le Roma – Ferrovia – F.te Nove – Murano             |
| 5.1   | Lido – F.te Nove – Ferrovia – P.le Roma – San Zaccaria – Lido                                        |
| 5.2   | Lido – San Zaccaria – P.le Roma – Ferrovia – F.te Nove – Lido                                        |
| N     | San Zaccaria – Giudecca – Tronchetto – P.le Roma – Ferrovia – Rialto – San Marco – Lido (Nachtlinie) |